# جوزيف سوتر
جوزيف سوتر (بالإنجليزية: Joe Sutter)‏ (و. 1921 – 2016 م) هو مهندس طيران من الولايات المتحدة الأمريكية . ولد في سياتل.
توفي في سياتل، عن عمر يناهز 95 عاماً.

## التعليم
تعلم في جامعة واشنطن

## الخدمة العسكرية
خدم في بحرية الولايات المتحدة.

## جوائز
حصل على جوائز منها:
- قلادة العلوم الوطنية الأمريكية في مجال التكنولوجيا والإبتكار (1985)
- ميدالية دانيال غاغنهايم [الإنجليزية]‏.